# Rebecca Lobo
Rebecca Rose Lobo (* 6. Oktober 1973 in Southwick, Massachusetts, Vereinigte Staaten) ist eine ehemalige professionelle Basketball-Spielerin. Sie spielte für die New York Liberty, Houston Comets und Connecticut Sun in der Women’s National Basketball Association. Für ihre Arbeit als TV-Kommentatorin wurde sie 2017 als Förderin (Contributor) in die Naismith Memorial Basketball Hall of Fame aufgenommen.

## Karriere

### College
Rebecca Lobo spielte für die Connecticut Huskies, das Basketballteam der Universität von Connecticut. 1995 gewann sie mit den Huskies die NCAA Division I Basketball Championship der Damen. Im selben Jahr wurde sie auch zum Naismith College Player of the Year gewählt. Außerdem  wurde sie mit der Sportler des Jahres-Auszeichnung von Associated Press geehrt.

### Women’s National Basketball Association
Lobo wurde 1997 bei der Initial Player Allocation der New York Liberty zugeteilt. Lobo spielte insgesamt fünf Spielzeiten für die Liberty. In der Saison 1999 erlitt sie bereits in der ersten Minute im ersten Spiel der Saison eine ernsthafte Knieverletzung und musste diese Saison schon frühzeitig beenden. Auch in der Saison 2000 konnte sie auf Grund der Verletzung kein Spiel bestreiten. Lobo konnte sich nicht mehr vollständig von dieser Verletzung erholen und konnte somit nicht mehr an ihre früheren Leistungen anknüpfen.
Nach der Saison 2001 wurde sie für einen Zweitrunden-Pick (26. insgesamt) im WNBA Draft 2002 zu den Houston Comets transferiert. In der Saison 2003 spielte sie für die Connecticut Sun, was auch ihre letzte WNBA-Saison war.

### International
Lobo holte mit dem US-amerikanischen Damen-Basketballteam bei den Olympischen Spielen 1996 in Atlanta die Goldmedaille.